# Cerkvenjak
Cerkvenjak – wieś w Słowenii, siedziba gminy Cerkvenjak. W 2018 roku liczyła 157 mieszkańców.